# Miss France 1994
 (août 2015).
Si vous disposez d'ouvrages ou d'articles de référence ou si vous connaissez des sites web de qualité traitant du thème abordé ici, merci de compléter l'article en donnant les références utiles à sa vérifiabilité et en les liant à la section « Notes et références ».
Miss France 1994 est la 64e élection de Miss France.

## Déroulement

### Finale
Le jury de la finale était composé de :
- Jacques Deray, président du jury et acteur
- Francis Lalanne, chanteur
- Pascal Brunner, animateur télé
- Denise Fabre, animatrice télé
- Corinne Hermès, chanteuse et gagnante de l'Eurovision 1983
- Hervé Dubuisson, joueur de basket-ball français
- Nathalie Marquay, Miss France 1987
- Patrice Laffont, animateur et comédien
- Marie-Ange Nardi, animatrice télé
- Jean Barthet, modiste

## Classement final
| Résultat         | Candidate          | Région                      |
| ---------------- | ------------------ | --------------------------- |
| Miss France 1994 | Valérie Claisse    | Miss Pays de Loire          |
| 1re dauphine     | Nathalie Pereira   | Miss Bourgogne              |
| 2e dauphine      | Radiah Latidine    | Miss Guyane                 |
| 3e dauphine      | Carole Moretto     | Miss Albigeois              |
| 4e dauphine      | Isabelle Da-Silva  | Miss Paris                  |
| Top 12           | Céline Duthil      | Miss Toulouse-Midi-Pyrénées |
| Top 12           | Valérie Barriere   | Miss Côte d’Azur            |
| Top 12           | Nadia Dumont       | Miss Pays de Savoie         |
| Top 12           | Patricia Blain     | Miss Maine                  |
| Top 12           | Christelle Godani  | Miss Corse                  |
| Top 12           | Fabienne Chol      | Miss Pays du Velay          |
| Top 12           | Stéphanie Sabourin | Miss Orléanais              |

## Candidates
| Région                      | Nom                    | Élue à              | Résidence              | Âge    |
| --------------------------- | ---------------------- | ------------------- | ---------------------- | ------ |
| Miss Albigeois              | Carole Moretto         | Mazamet             | Albi                   | 18 ans |
| Miss Alsace                 | Maïthé Meyer           | Colmar              |                        |        |
| Miss Anjou                  | Béatrice Glebeau       | Vern-d'Anjou        |                        |        |
| Miss Aquitaine              | Valérie Amblard        | Marmande            |                        |        |
| Miss Artois                 | Juliette Fernowka      | Méricourt           |                        |        |
| Miss Auvergne               | Delphine Montoy        | Maurs               |                        |        |
| Miss Bourgogne              | Nathalie Pereira       | Montceau-les-Mines  | Genlis                 |        |
| Miss Bretagne               | Alexia Dereux-Marchand | Combourg            |                        |        |
| Miss Charentes              | Laetitia Bureau        | Angoulins-sur-Mer   | La Rochelle            |        |
| Miss Comminges              | Audrey Ptak            | Martres-Tolosane    | Saint-Gaudens          |        |
| Miss Corse                  | Christelle Godani      | Porticcio           |                        |        |
| Miss Côte d'Azur            | Valérie Barrière       | Saint-Raphaël       |                        |        |
| Miss Côte d'Opale           | Stéphanie Dombrowski   | Le Touquet          |                        |        |
| Miss Dauphiné               | Laure Dumousseau       | Genas               |                        |        |
| Miss Flandre                | Cathy Marais           | Leffrinckoucke      | Dunkerque              | 18 ans |
| Miss Franche-Comté          | Valérie Jeannin        | Morvillars          |                        |        |
| Miss Gascogne               | Karine Mathieu         | Lectoure            |                        |        |
| Miss Guadeloupe             | Béatrice Levallois     | Petit-Bourg         | Le Gosier              |        |
| Miss Guyane                 | Radiah Latidine        | Cayenne             |                        | 18 ans |
| Miss Île-de-France          | Stéphanie Moroni       | Nanteuil-lès-Meaux  | Taverny                | 19 ans |
| Miss Languedoc              | Myriam Girardier       | Le Cap d'Agde       |                        |        |
| Miss Limousin               | Sandra Dunoyer         | Limoges             |                        |        |
| Miss Lorraine               | Karine Gautier         | Villerupt           |                        |        |
| Miss Lyonnais               | Nathalie Didelot       | Lyon                |                        |        |
| Miss Maine                  | Patricia Blain         | Changé              |                        |        |
| Miss Normandie              | Katia Chédeville       | Vernon              | La Ferrière-aux-Étangs |        |
| Miss Nouvelle-Loire         | Grazielle Condello     | Saint-Étienne       |                        |        |
| Miss Orléanais              | Stéphanie Sabourin     | Montargis           |                        | 19 ans |
| Miss Paris                  | Isabelle Da Silva      | Paris               | Paris                  |        |
| Miss Pays d'Ain             | Nathalie Levrat        | Bourg-en-Bresse     |                        | 24 ans |
| Miss Pays de Loire          | Valérie Claisse        | Saint-Géréon        | Pornic                 | 21 ans |
| Miss Pays d'Othe            | Clarisse Garçonnat     | Sens                |                        |        |
| Miss Pays de Savoie         | Nadia Dumont           | Annecy              |                        |        |
| Miss Pays du Velay          | Fabienne Chol          | Monistrol-sur-Loire |                        |        |
| Miss Périgord               | Marlène Dazenière      | Bergerac            |                        |        |
| Miss Picardie               | Marianne Boulanger     | Saint-Quentin       |                        | 21 ans |
| Miss Provence               | Maryline Dubuc         | Saint-Raphaël       |                        | 22 ans |
| Miss Rouergue               | Carole Cercley         | Millau              | Prades-d'Aubrac        |        |
| Miss Tahiti                 | Thérèse Heikapua Moke  | Papeete             |                        |        |
| Miss Toulouse-Midi-Pyrénées | Céline Duthil          | Toulouse            |                        |        |